# Rudolf Vomáčka
Rudolf Vomáčka (v křestní matrice Womáčka, 16. dubna 1847 Mšeno – 12. srpna 1926 Praha) byl český vrchní státní úředník, stavební mistr a architekt období historismu a památkář působící v Čechách.

## Život
Rudolf Vomáčka se narodil ve středočeském Mšeně poblíž Mělníka jako syn měšťana a ševcovského mistra Jana Womáčky a jeho manželky Barbory rozené Černé, dcery zednického mistra. 
Oženil se s Annou rozenou Kutílkovou (4. srpna 1844 – 17. listopadu 1920), dcerou učitele ze Stříbrných Hor u Přibyslavi. 
Manželé měli syny Jaroslava a Rudolfa (Vincence) jun. (21. května 1882 v Litomyšli). Rudolf byl činný rovněž jako architekt. Je pohřben se svou ženou na Olšanském hřbitově v Praze. 

### Profesionální kariéra
Rudolf Vomáčka vystudoval stavební inženýrství na Královském českém polytechnickém institutu v Praze, pozdějším ČVUT. 
V roce 1874 byl jako stavební praktikant jmenován „státním stavebním úředníkem v Čechách“ a vstoupil tak do státních služeb Království českého. 
Po mezidobí pobočníka v Hradci Králové a c.k. okresního inženýra v Litomyšli se v roce 1889 stal stavebním radou na českém místodržitelství v Praze a následně vedoucím technického oddělení pozemního stavitelství.  V roce 1899 byl místopředsedou „Komise pro konání státní zkoušky v oboru pozemní stavitelství“ na Českém vysokém učení technickém v Praze. 
Od roku 1900 byl Vomáčka členem c.k. Ústřední komise pro výzkum a konzervaci uměleckých a historických památek (pozdější Ústřední komise pro památkovou péči) se sídlem ve Vídni, jejíž členové vykonávali funkci konzervátorů v oblastech rakouské části podunajské monarchie. Vomáčka byl postupně odpovědný za okresní úřady Hořovice, Kralovice, Rakovník a Slaný a dále Kamenice nad Lipou, Milevsko, Pelhřimov a Tábor. 
V roce 1902 byl jako zkušený konzervátor jmenován do komise, která měla prošetřit protesty proti výmalbě po renovaci hradu Karlštejn.
V roce 1911 si vzal dočasnou dovolenou, ale nadále pracoval v komisích a výborech pro plánování budov a památkovou péči a také jako architekt na volné noze.

## Díla a budovy
Odbornost Rudolfa Vomáčky a úřední rozhodovací pravomoci v oblasti plánování a schvalování stavebních projektů z něj učinily vlivného spolutvůrce veřejné a sakrální architektury v Čechách v posledních desetiletích monarchie.

### Práce v úřadech
Již během svého působení v Litomyšli se podílel na stavebně historické dokumentaci evangelického kostela v Horní Čermné v Orlických horách a také na plánování novostavby fary v Lanškrouně, kterou v roce 1884 realizoval tamní zednický mistr Ondřej Seifert. Vomáčka také provázel a komentoval plánování novostavby evangelického kostela v Pusté Rybné u Svitav dokončeného roku 1890. 
Za svého působení v Praze provedl v roce 1897 úpravu a regotizaci farního kostela Nanebevzetí Panny Marie v Charvatcích u Litoměřic.
Doloženy jsou také přímé vlivy na plánování evangelického kostela v Opolanech u Poděbrad a stavební vývoj kostela sv. Martina v Dolním Újezdě u Svitav. 

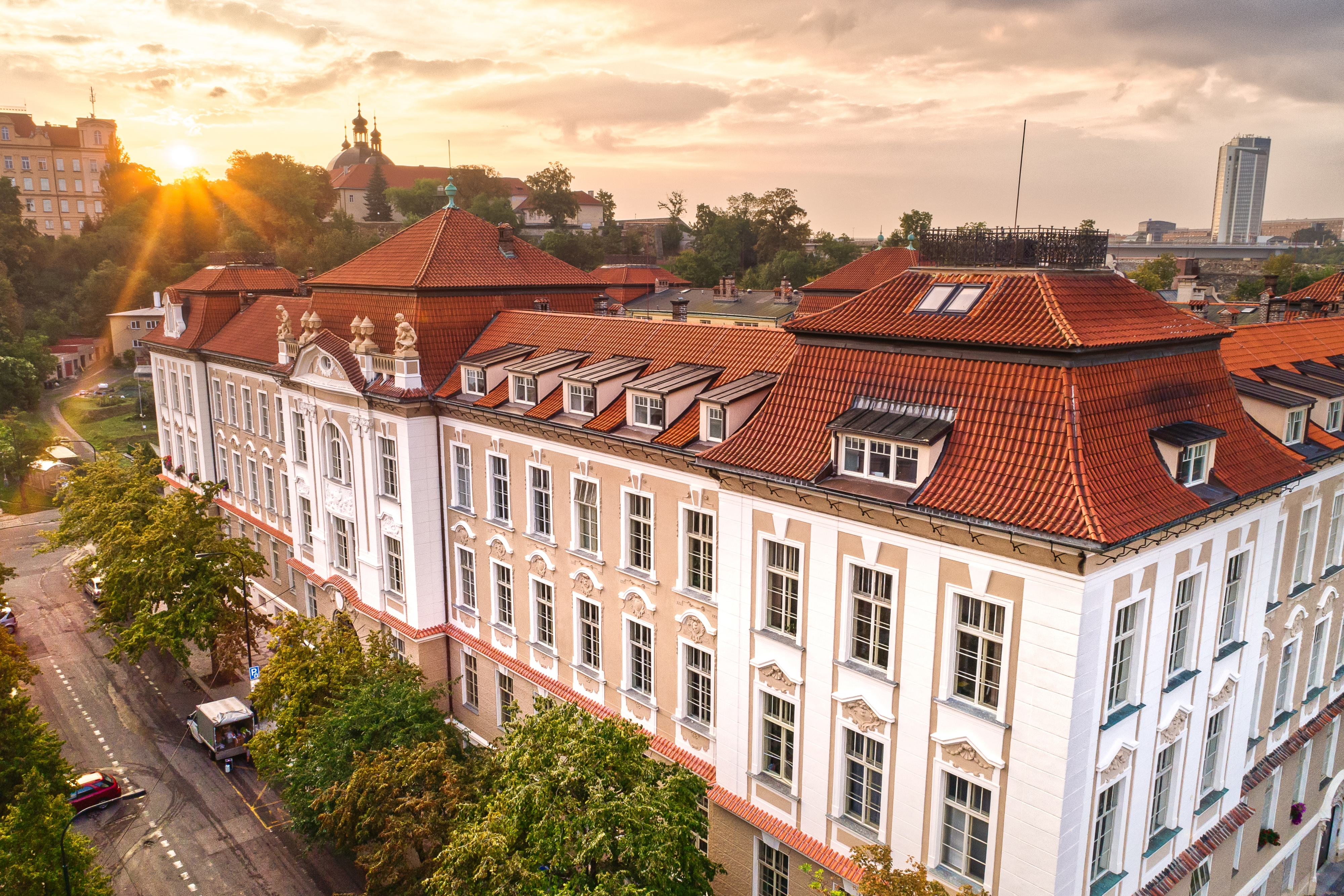
Ulice v pražské univerzitní čtvrti Albertov

Vomáčkovy vlivy jsou patrné i v urbanistickém vývoji hlavního města Prahy přelomu 19. a 20. století, zejména při rozšíření kampusu Albertov na Novém Městě pražském v důsledku rozdělení univerzity v roce 1882 na českou a německou, za jejíž podobu byl Rudolf Vomáčka (spolu s Augustem Kožíškou a Bohumilem Novotným) do značné míry odpovědný. V roce 1901 naplánoval českou a německou část komplexu (např. česká oddělení chemický a přírodovědný ústav a německý fyziologický a hygienický ústav) v historizujícím pojetí projektu jako odrazu česko-německého schizmatu v různých architektonických stylech. 
Do konce první světové války byly dokončeny dvě třetiny Vomáčkových staveb. Historička umění Michaela Marek jej charakterizovala jako „technika“ a představitele konzervativní architektury. 

### Vlastní návrhy

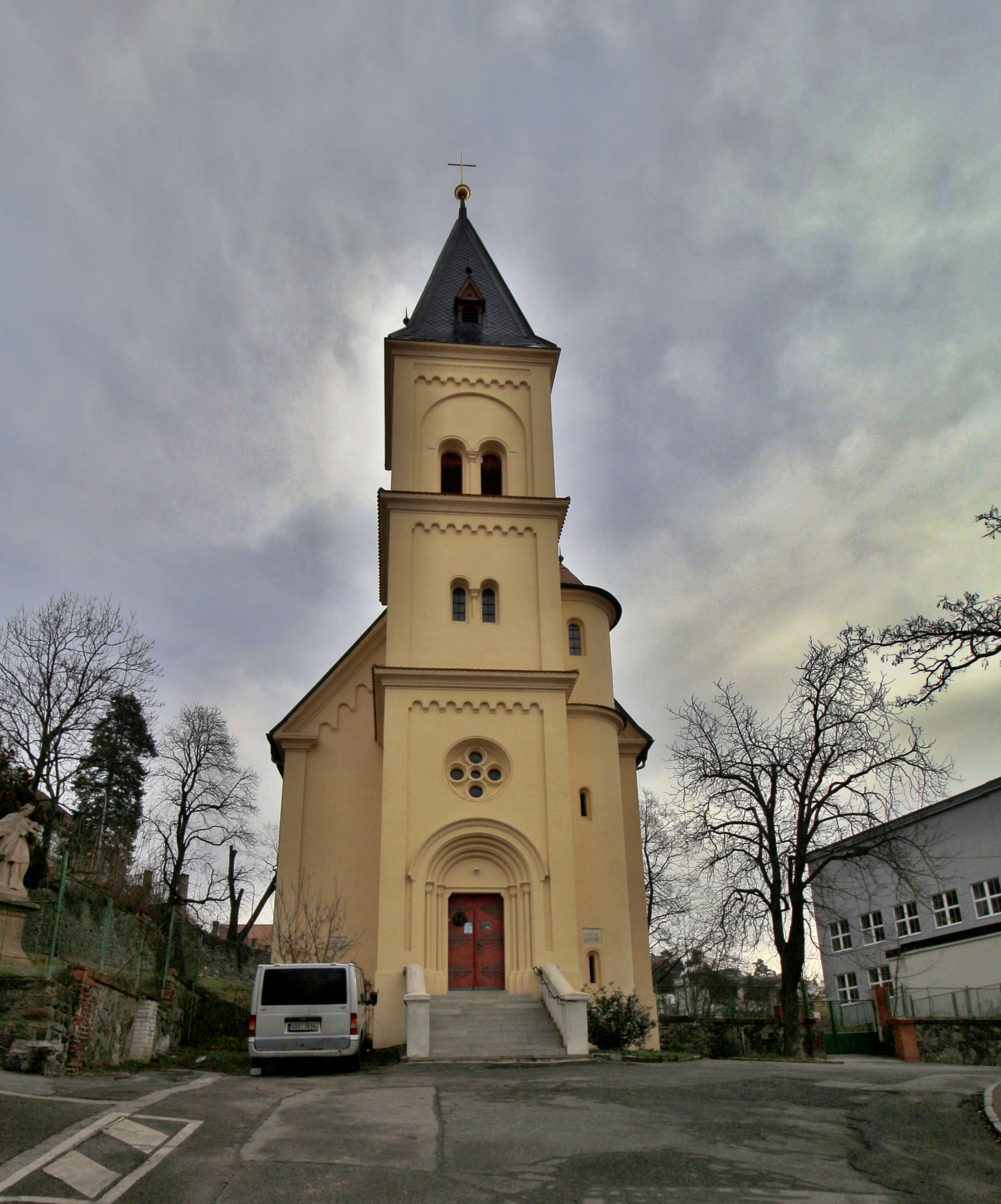
Kostel sv. Prokopa v Praze-Braníku

Nejzřetelnějšími svědectvími o samostatné architektonické tvorbě Rudolfa Vomáčky jsou některé profánní, ale především sakrální stavby, které jako architekt navrhl a postavil. Příkladem prvního je novobarokní budova českého učitelského učiliště (dnes Základní škola Kamenná Stezka) v Kutné Hoře z let 1905–1907 navržená spolu se Sylvestrem Schapkou. Pro druhý jmenovaný typ je to například novogotický kostel sv. archanděla Michaela v Oloví u Sokolova z let 1901–1902 a sv. Prokopa v Nýřanech u Plzně z let 1903–1904, dále novorománské kostely sv. Prokopa v pražském Braníku v letech 1900–1904 a Nanebevzetí Panny Marie v Gruntě v Kutné Hoře v letech 1905–1908 (pravděpodobně spolu se synem Jaroslavem),  nakonec 1909–1911 spolu se svým synem Rudolfem postavil novogotickou hřbitovní kapli sv. Prokopa v Charvatcích, kde předtím upravil také farní kostel. 
Architektura Rudolfa Vomáčky

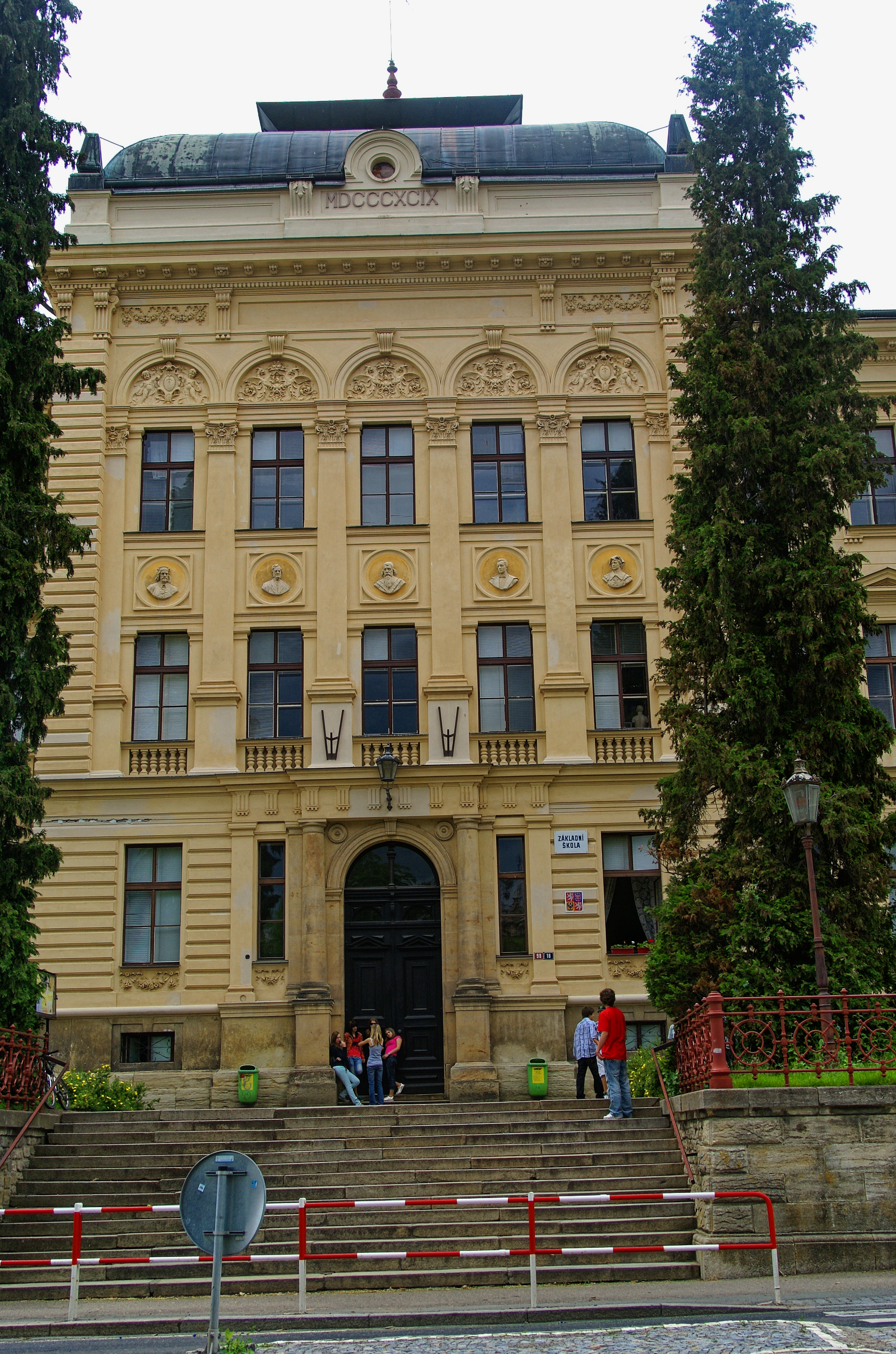
Bývalý český učitelský ústav v Kutné Hoře
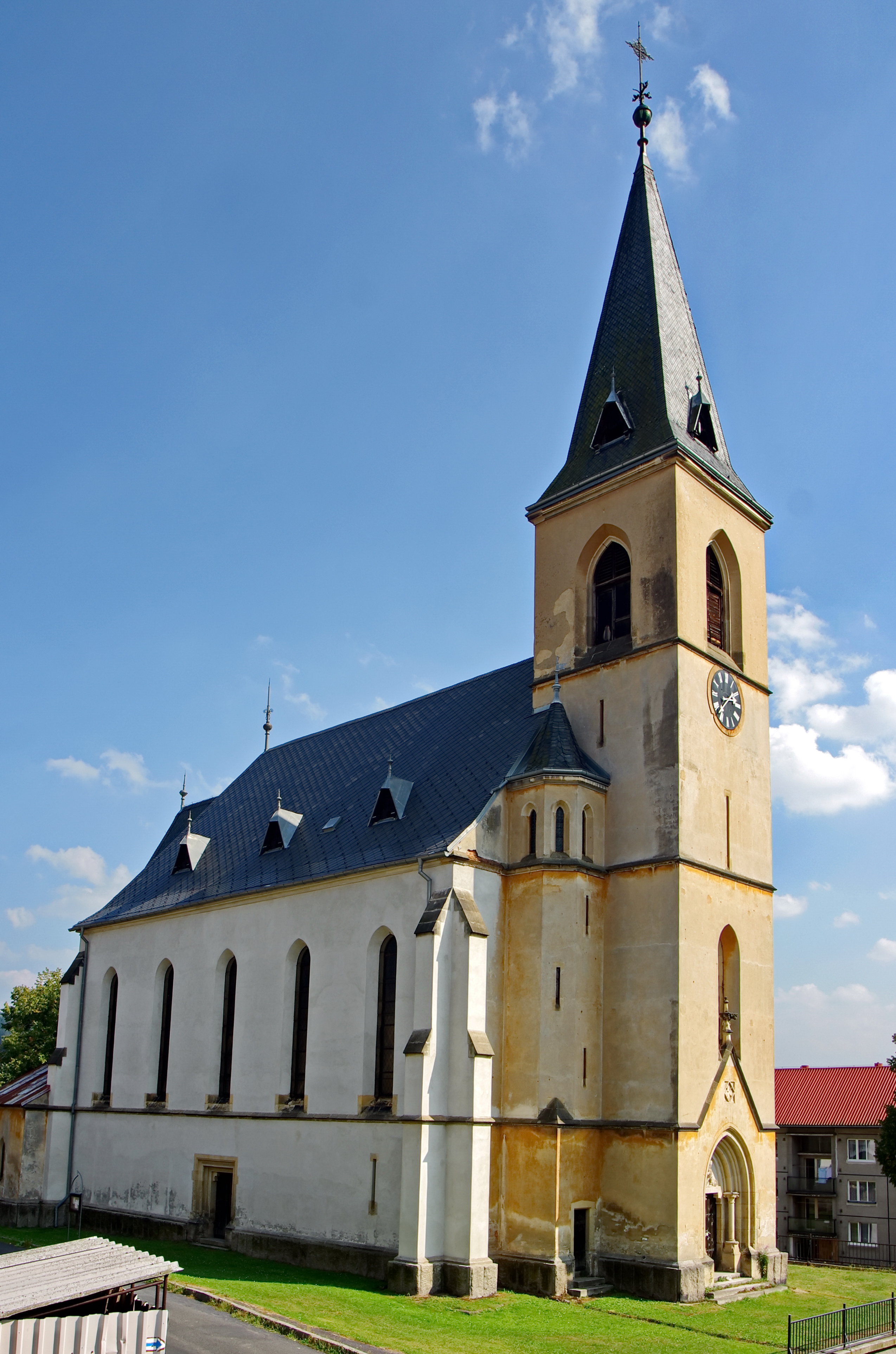
Kostel sv. archanděla Michaela v Oloví
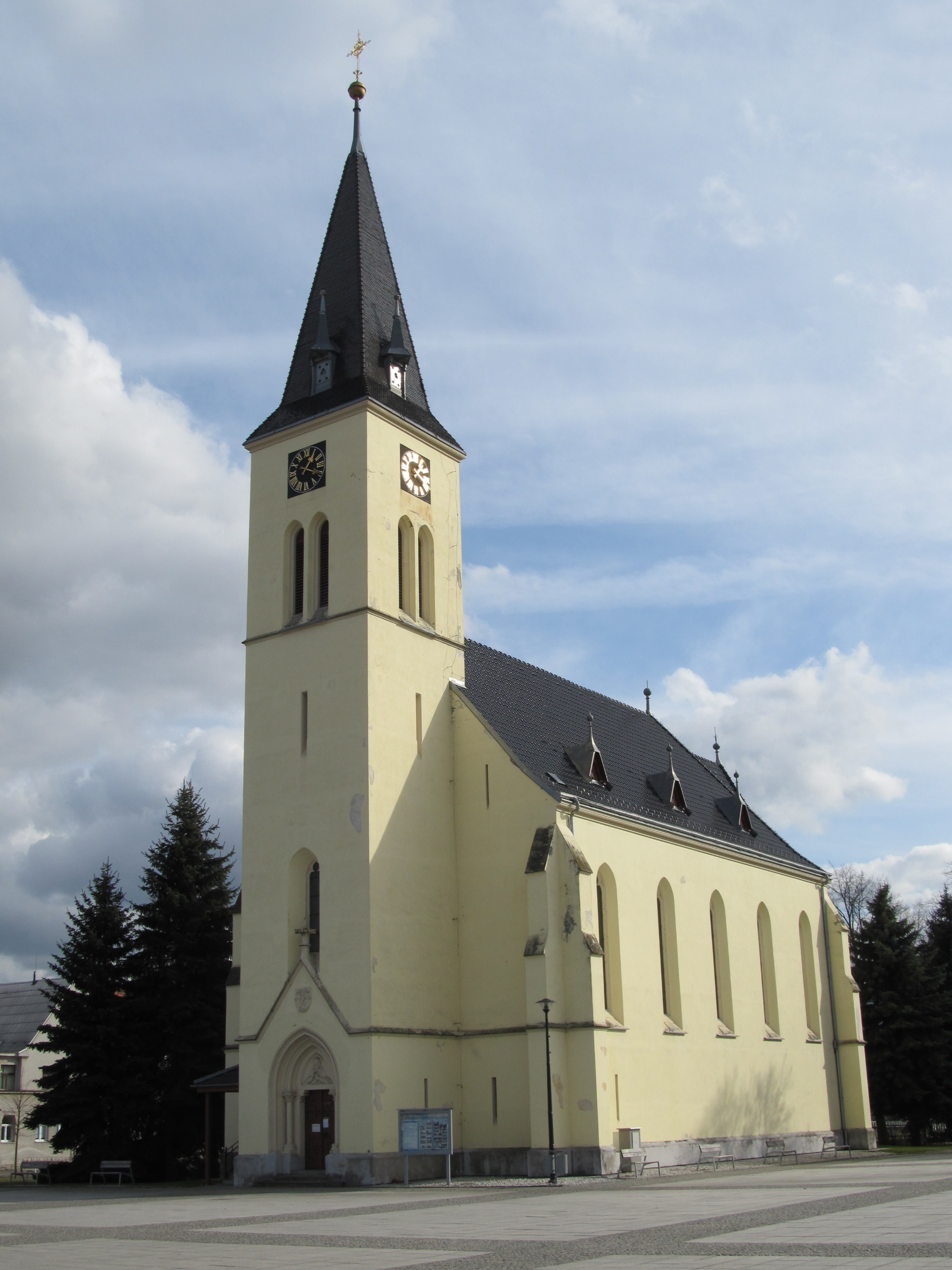
Kostel sv. Prokopa v Nýřanech
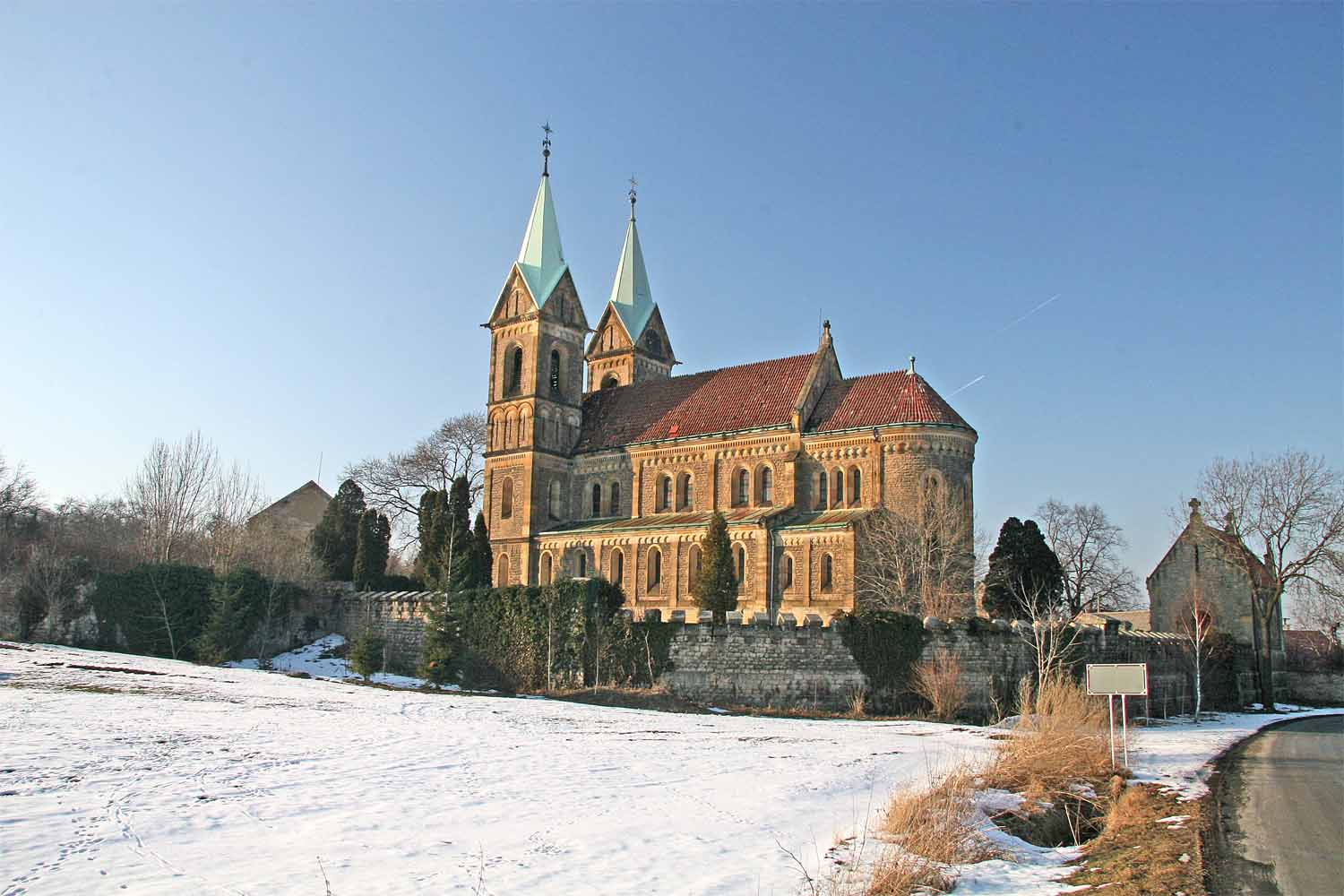
Kostel Nanebevzetí Panny Marie v Gruntě
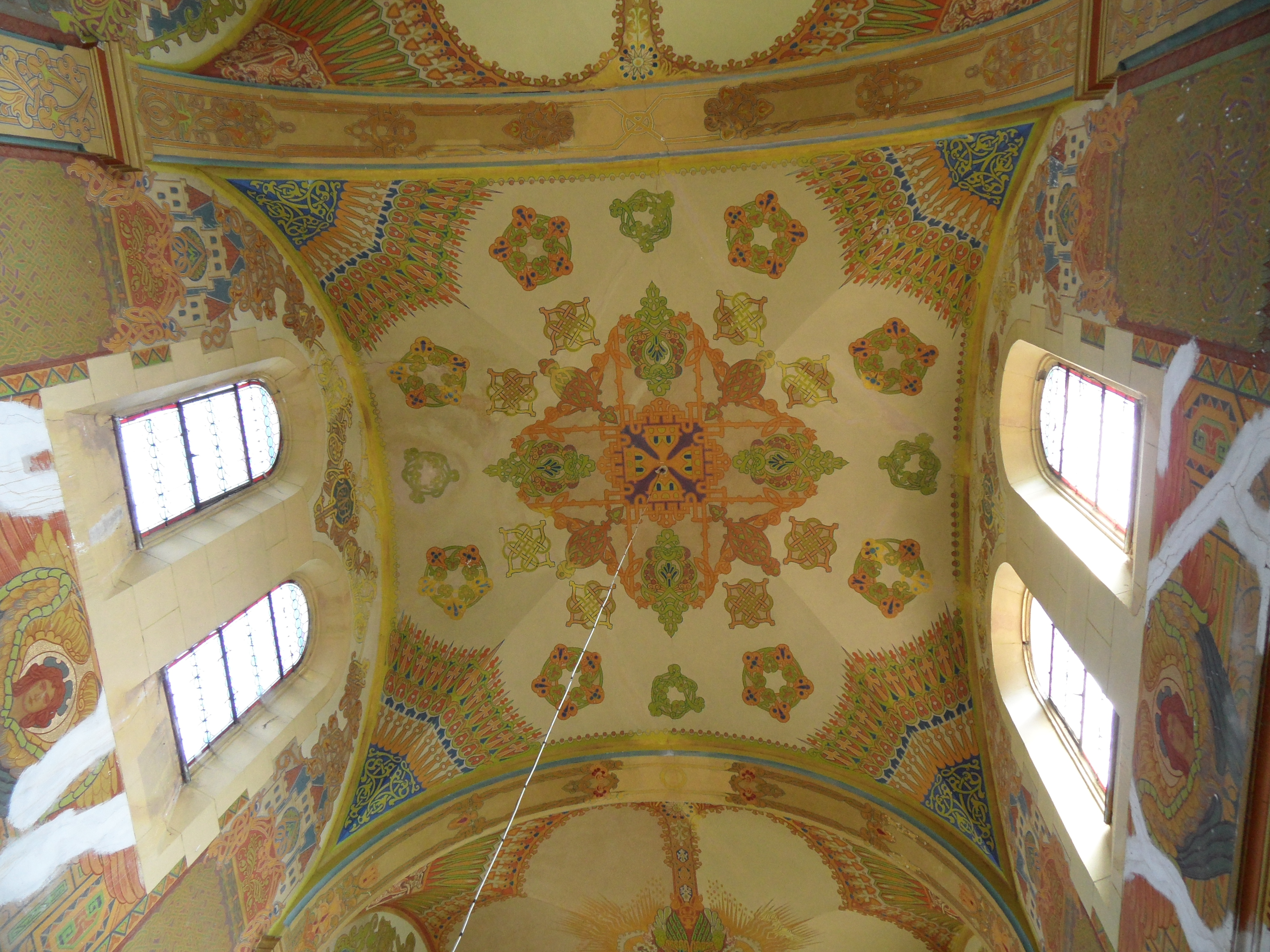
Interiér kostela v Gruntě (secesní fresky od Františka Urbana)
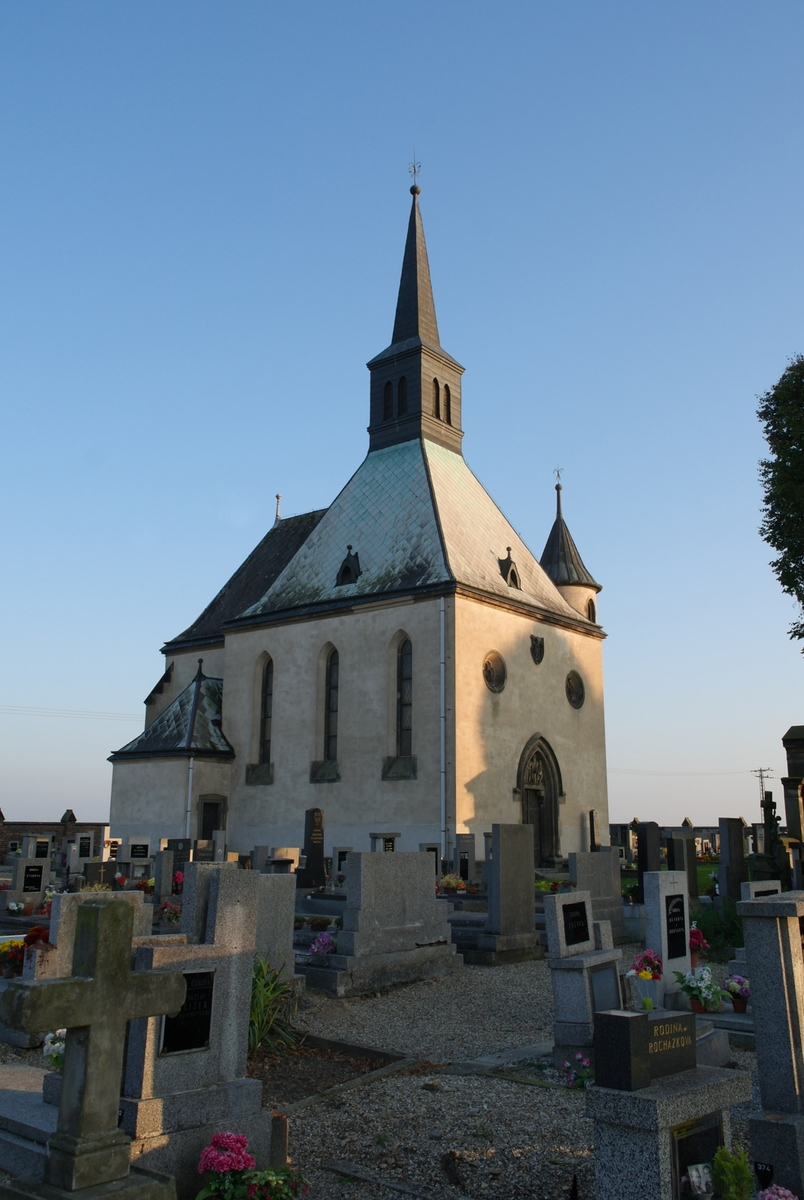
Hřbitovní kaple sv. Prokopa v Charvatcích

## Ocenění
- Stříbrná medaile na výstavě architektury a inženýrství v Praze v roce 1898
- Rytíř rakouského císařského řádu Františka Josefa